# Quend
Quend är en kommun i departementet Somme i regionen Hauts-de-France i norra Frankrike. Kommunen ligger i kantonen Rue som tillhör arrondissementet Abbeville. År 2022 hade Quend 1 280 invånare.

## Befolkningsutveckling
Antalet invånare i kommunen Quend
| Referens: INSEE |